# 波尔·彼泽森
波尔·彼泽森（丹麥語：Poul Pedersen，1932年10月31日—2016年12月23日），丹麦男子足球运动员，场上位置是前锋。他曾代表丹麦国奥队参加1960年夏季奥林匹克运动会足球比赛，获得一枚银牌。